# NGC 1314
NGC 1314 (również PGC 12650) – galaktyka spiralna (Scd), znajdująca się w gwiazdozbiorze Erydanu. Odkrył ją 18 stycznia 1887 roku Francis Leavenworth.